# Liliom (film, 1934)
Pour les articles homonymes, voir Liliom.
Pour plus de détails, voir Fiche technique et Distribution.
Liliom est un film français, réalisé par Fritz Lang en 1934 et dont les acteurs principaux sont Charles Boyer et Madeleine Ozeray.

## Synopsis
Liliom Zadowski est un bonimenteur qui travaille sur un manège de foire, l'Hippo-Palace. Atypique et d'un caractère peu facile, il y fait chaque soir son numéro sous les yeux admiratifs de sa patronne, Mme Moska. Un soir, c'est sur un cheval de bois qu'il rencontre une certaine Julie Boulard. D'un clin d’œil, il se joue quelque chose entre eux. La patronne, jalouse, interdit à la fille de revenir à l'Hippo-Palace et à Liliom de courtiser celle-ci. Refusant de se laisser faire, Liliom abandonne la foire et part avec Julie, « drôle de petite fille », vivre une vie de sans-le-sou, dans une bicoque chez sa tante acariâtre. Mais Liliom est d'une nature particulière, et il commet un acte qui mènera les deux amants jusqu'au point culminant de leur amour et de leur destin tragique.
La deuxième partie du film relève du fantastique : Liliom se suicide et monte au Ciel, porté par deux envoyés de Dieu qui lui disent appartenir à « la police de Dieu ». Les deux anges le conduisent au « commissariat du Paradis », où il subit un interrogatoire.

## Fiche technique
- Titre : Liliom
- Réalisation : Fritz Lang
- Assistant réalisateur : Jean-Pierre Feydeau
- Scénario : Fritz Lang
- Adaptation : Robert Liebmann, d’après la pièce Liliom de Ferenc Molnár (1909)
- Dialogues : Bernard Zimmer
- Photographie : Rudolph Maté et Louis Née
- Décors : Paul Colin, René Renoux, et peintures : Ferdinand Earle
- Costumes : René Hubert
- Musique : Jean Lenoir et Franz Waxman
- Producteurs : Erich Pommer et André Daven (associé)
- Société de production : Fox-Europa
- Format : Noir et blanc — 35 mm — 1,37:1 — Son : Mono
- Genre : drame, fantasy
- Durée : 118 minutes
- Dates de sortie :
  - France : 27 avril 1934 (première, à Paris) / 15 mai 1934 (sortie nationale)
  - Portugal : 16 octobre 1934
  - États-Unis : 17 mars 1935

## Distribution
- Charles Boyer : Liliom Zadowski
- Madeleine Ozeray : Julie Boulard
- Florelle : Madame Moscat
- Roland Toutain : le marin ivre
- Pierre Alcover : Alfred
- Robert Arnoux : le tourneur
- Alexandre Rignault : Hollinger
- Maximilienne : Madame Menoux
- Raoul Marco : l’inspecteur
- Noël Roquevert : le brigadier
- Viviane Romance : la marchande de cigarettes
- Mila Parély : la dactylo
- Antonin Artaud : le rémouleur ange gardien
- Blanche Estival

## Commentaires
- Fuyant le nazisme, Fritz Lang réalise Liliom en France. Pendant le tournage, il rencontre le producteur américain David O. Selznick, qui lui offre un contrat avec la Metro-Goldwyn-Mayer. Lang accepte et part pour Hollywood sitôt Liliom terminé. Lang ne tournera plus jamais en France.
- En 1930, Frank Borzage avait réalisé une première adaptation parlante de la pièce de Ferenc Molnár, avec Charles Farrell.
- Lily Latté, amie et amante du cinéaste depuis 1931, joue dans le film un petit rôle non crédité.
- En 1956, Henry King réalisera Carousel, avec Gordon MacRae, un remake musical de Liliom.
- Dans ce film, on peut voir Mine de Funès (Mimi Funès dans le générique), la sœur de Louis, qui avait vingt-six ans au moment du tournage. Dans le film, on peut la voir sur le carrousel, elle porte un chapeau noir avec une robe à carreaux.